# Liste der Finanzämter in Sachsen-Anhalt
Diese Liste nennt die Finanzämter in Sachsen-Anhalt.

## Allgemeines
Im Bundesland Sachsen-Anhalt gibt es insgesamt 14 Finanzämter, sie sind dem Ministerium der Finanzen des Landes Sachsen-Anhalt unterstellt. Den Finanzämtern Dessau-Roßlau, Magdeburg, Merseburg, Stendal und Staßfurt wurden zentrale Aufgaben für das gesamte Bundesland übertragen. Die Erhebung der Grunderwerbsteuer erfolgt in den Finanzämtern Dessau-Roßlau und Stendal, für die Erhebung der Erbschaft- und Schenkungsteuer ist seit dem 1. November 2011 ausschließlich das Finanzamt Staßfurt zuständig.

## Liste
| Bild | Name Bundesfinanzamtsnummer      | Ort Adresse                                | Finanzamtsbezirk | Gebäude | Behördengeschichte |
| ---- | -------------------------------- | ------------------------------------------ | --- | ------- | ------------------ |
| 0    | Finanzamt Bitterfeld-Wolfen 3116 | Bitterfeld-Wolfen Mittelstraße 20          | Aken (Elbe), Alsleben (Saale), Bernburg (Saale), Bitterfeld-Wolfen, Güsten, Ilberstedt, Könnern, Köthen (Anhalt), Muldestausee, Nienburg (Saale), Osternienburger Land, Plötzkau, Raguhn-Jeßnitz, Sandersdorf-Brehna, Südliches Anhalt, Zörbig | 0       | 0                  |
| 0    | Finanzamt Dessau-Roßlau 3114     | Dessau-Roßlau Kühnauer Straße 166          | Coswig (Anhalt), Dessau-Roßlau, Oranienbaum-Wörlitz, Zerbst/Anhalt | 0       | 0                  |
| 0    | Finanzamt Eisleben 3118          | Lutherstadt Eisleben Bahnhofsring 10A      | Ahlsdorf, Allstedt, Arnstein, Benndorf, Berga, Blankenheim, Bornstedt, Brücken-Hackpfüffel, Edersleben, Lutherstadt Eisleben, Gerbstedt, Helbra, Hergisdorf, Hettstedt, Kelbra (Kyffhäuser), Klostermansfeld, Mansfeld, Sangerhausen, Seegebiet Mansfelder Land, Südharz, Wallhausen, Wimmelburg | 0       | 0                  |
| 0    | Finanzamt Genthin 3103           | Genthin Berliner Chaussee 29b              | Biederitz, Burg, Elbe-Parey, Genthin, Gommern, Jerichow, Möckern, Möser | 0       | 0                  |
| 0    | Finanzamt Haldensleben 3105      | Haldensleben Jungfernstieg 37              | Altenhausen, Angern, Barleben, Beendorf, Burgstall, Bülstringen, Calvörde, Colbitz, Erxleben, Flechtingen, Haldensleben, Hohe Börde, Ingersleben, Loitsche-Heinrichsberg, Niedere Börde, Oebisfelde-Weferlingen, Rogätz, Westheide, Wolmirstedt, Zielitz | 0       | 0                  |
| 0    | Finanzamt Halle (Saale) 3110     | Halle (Saale) Hallorenring 10              | Halle (Saale), Kabelsketal, Landsberg, Petersberg, Salzatal, Teutschenthal, Wettin-Löbejün | 0       | 0                  |
| 0    | Finanzamt Magdeburg 3102         | Magdeburg Tessenowstraße 10                | Am Großen Bruch, Ausleben, Eilsleben, Gröningen, Harbke, Hötensleben, Kroppenstedt, Magdeburg, Oschersleben (Bode), Sommersdorf, Sülzetal, Ummendorf, Völpke, Wanzleben-Börde, Wefensleben | 0       | 0                  |
| 0    | Finanzamt Merseburg 3112         | Merseburg Bahnhofstraße 10                 | Solestadt Bad Dürrenberg, Goethestadt Bad Lauchstädt, Barnstädt, Braunsbedra, Farnstädt, Leuna, Merseburg, Mücheln (Geiseltal), Nemsdorf-Göhrendorf, Obhausen, Querfurt, Schkopau, Schraplau, Steigra | 0       | 0                  |
| 0    | Finanzamt Naumburg 3119          | Naumburg Oststraße 26                      | An der Poststraße, Bad Bibra, Balgstädt, Droyßig, Eckartsberga, Elsteraue, Finne, Finneland, Freyburg (Unstrut), Gleina, Goseck, Gutenborn, Hohenmölsen, Kaiserpfalz, Karsdorf, Kretzschau, Lanitz-Hassel-Tal, Laucha an der Unstrut, Lützen, Meineweh, Mertendorf, Molauer Land, Naumburg (Saale), Nebra (Unstrut), Osterfeld, Schnaudertal, Schönburg, Stößen, Teuchern, Weißenfels, Wethau, Wetterzeube, Zeitz | 0       | 0                  |
| 0    | Finanzamt Quedlinburg 3117       | Quedlinburg Klopstockweg 21                | Aschersleben, Ballenstedt, Blankenburg (Harz), Ditfurt, Falkenstein/Harz, Giersleben, Groß Quenstedt, Halberstadt, Harsleben, Harzgerode, Hedersleben, Huy, Ilsenburg (Harz), Nordharz, Oberharz am Brocken, Osterwieck, Welterbestadt Quedlinburg, Schwanebeck, Seeland, Selke-Aue, Thale, Wegeleben, Wernigerode                                                                                                | 0       | 0                  |
| 0    | Finanzamt Salzwedel 3106         | Salzwedel Buchenallee 2                    | Apenburg-Winterfeld, Arendsee (Altmark), Beetzendorf, Diesdorf, Dähre, Hansestadt Gardelegen, Jübar, Kalbe (Milde), Klötze, Kuhfelde, Rohrberg, Hansestadt Salzwedel, Wallstawe | 0       | 0                  |
| 0    | Finanzamt Staßfurt 3107          | Staßfurt Atzendorfer Straße 20             | Barby, Borne, Börde-Hakel, Bördeaue, Bördeland, Calbe (Saale), Egeln, Hecklingen, Schönebeck (Elbe), Staßfurt, Wolmirsleben | 0       | 0                  |
| 0    | Finanzamt Stendal 3108           | Stendal Scharnhorststraße 87               | Aland, Altmärkische Höhe, Altmärkische Wische, Arneburg, Bismark (Altmark), Eichstedt (Altmark), Goldbeck, Hassel, Havelberg, Hansestadt, Hohenberg-Krusemark, Iden, Kamern, Klietz, Hansestadt Osterburg (Altmark), Rochau, Sandau (Elbe), Schollene, Schönhausen (Elbe), Hansestadt Seehausen (Altmark), Hansestadt Stendal, Tangerhütte, Tangermünde, Hansestadt Werben (Elbe), Wust-Fischbeck, Zehrental      | 0       | 0                  |
| 0    | Finanzamt Wittenberg 3115        | Lutherstadt Wittenberg Dresdener Straße 40 | Annaburg, Bad Schmiedeberg, Gräfenhainichen, Jessen (Elster), Kemberg, Lutherstadt Wittenberg, Zahna-Elster | 0       | 0                  |